# George Andrews (football américain)
Pour les articles homonymes, voir George Andrews et Andrews.
(en) Statistiques sur pro-football-reference
George Eldon Andrews, II, né le 28 novembre 1955 à Omaha, dans le Nebraska, est un joueur américain de football américain occupant le poste de linebacker. Au niveau football américain universitaire, il joue pour les Cornhuskers de l'université du Nebraska et joue dans la National Football League de 1979 à 1984 pour les Rams de Los Angeles.

## Jeunesse
Andrews fréquente le lycée Omaha Burke d'Omaha, dans le Nebraska, où il joue au football américain et au basket-ball.

## Carrière universitaire
Andrews est le defensive end titulaire pendant ses trois saisons pour les Cornhuskers du Nebraska. Lors de son année sophomore, en 1976, l’équipe termine la saison en battant les Red Raiders de Texas Tech, 27-24 au Bluebonnet Bowl de 1976.
En 1977, il est élu mention honorable All-Big Eight. La saison 1977 se termine avec la victoire du Nebraska sur les Tar Heels de l'université de Caroline du Nord, 21-17, au Liberty Bowl. Dans ce match, Andrews est nommé joueur défensif des Huskers.
En 1978, Andrews est sélectionné dans la première équipe All-America par Newspaper Enterprise Association (NEA) et Football News. Il est également un choix de deuxième équipe pour Associated Press (AP) et United Press International (UPI). George Andrew est également une sélection consensuelle du All-Big Eight.
En outre, Andrews est également un All-American académique avec une moyenne de 3,1 GPA en administration des affaires.

## NFL
Andrews est sélectionné au premier tour de la draft 1979, le 19e choix général, par les Rams de Los Angeles.
En 1984, il se blesse au genou lors de la dixième semaine contre les Cardinals de Saint-Louis. Il dispute une série au cours de la onzième semaine, mais est placé ensuite dans la réserve des blessés pour le reste de la saison.
En 1985, Andrews, qui a réhabilité le genou, tente un retour mais une autre blessure au genou dans le camp d'entraînement y met fin. Andrews tente une manœuvre rapide autour d'un bloqueur de Patriots de la Nouvelle-Angleterre lors du dernier match de pré-saison. Alors qu'il se déplace, sans être touché par les défenseurs, Andrews plante son pied droit et sent ses crampons se coincer dans le gazon. « J'ai senti mon genou exploser. », déclare-t-il.
En 1986, les Rams lui offrent un poste de linebacker intérieur afin de réduire la pression exercée sur lui et la vitesse qu'il a perdue en raison de deux interventions chirurgicales majeures du genou effectuées en deux saisons. Andrews joue à l'intérieur au camp d'entraînement cette année-là, mais il n'a pas aimé. Le 25 juin 1986, sa carrière prend fin lorsque les Rams le libèrent.
Le « Plan B » d’Andrews (s’il ne pouvait pas retourner au football) est qu'il devait passer le test requis pour devenir un planificateur financier agréé. Il avait passé quatre des six tests requis pour devenir CFP.
Andrews a disputé six saisons avec les Rams, disputant 80 matchs, dont 58 comme titulaire. Il a mis fin à sa carrière avec douze sacks et demi, sept récupérations de fumble, une interception, vingt-trois passes défendues et six fumbles forcés et un total de 340 tackles.